# موران بوزووسکی
موران بوزووسکی (به انگلیسی: Moran Buzovski) ژیمناست زادهٔ ۲۳ مارس ۱۹۹۲ میلادی اهل کشور اسرائیل است.